# Iodur
L'ió iodur és l'ió I−. Els compostos amb estat d'oxidació -1 s'anomenen iodurs. Els iodurs inclouen compostos iònics normalment amb un metall com iodur de sodi, o compostos orgànics com iodur de metil.